# Esquina Gaúcha (Entre-Ijuís)
Esquina Gaúcha é uma localidade rural do município brasileiro de Entre-Ijuís, no Rio Grande do Sul. Foi criado como distrito pela Lei Municipal n.º 26, de 12 de outubro de 1966, quando pertencia ao município de Santo Ângelo. Em 1988, com a emancipação de Entre-Ijuís, passou a fazer parte desse município, porém sem o status de distrito.
A BR-285 cruza pela localidade, em cujo perímetro conta com duas lombadas eletrônicas, instaladas em 2012 com o objetivo de diminuir o número de acidentes na região.